# Begraafplaats van Raismes
De Begraafplaats van Raismes is een gemeentelijke begraafplaats in de Franse gemeente Raismes in het Noorderdepartement. De begraafplaats ligt aan de noordkant van het oude centrum van Raismes.

## Britse oorlogsgraven
Op de begraafplaats bevinden zich een aantal Britse oorlogsgraven uit de Eerste Wereldoorlog. Er liggen 25 geïdentificeerde graven, die worden onderhouden door de Commonwealth War Graves Commission. In de CWGC-registers is de begraafplaats opgenomen als Raismes Communal Cemetery.